# Khartoum (Dokumentarfilm)
Khartoum ist ein sudanesischer Dokumentarfilm unter der Regie von Anas Saeed, Rawia Alhag, Ibrahim Snoopy, Timeea Mohamed Ahmed und Phil Cox aus dem Jahr 2025. Der Film zeigt das Leben von fünf Menschen aus der sudanesischen Hauptstadt Khartum vor, während und nach der Vertreibung der Bevölkerung Khartums, zu der es im Rahmen des Kriegs kam, der am 15. April 2023 im Sudan begann.
Er feierte am 27. Januar 2025 seine Weltpremiere auf dem Sundance Film Festival 2025 in der Sektion World Documentary Competition. Im Februar 2025 wurde er auf der Berlinale in der Sektion Berlinale Panorama Dokumente erstmals in Europa gezeigt.

## Handlung
Der Dokumentarfilm zeigt in vier Erzählsträngen das Leben von Menschen in Khartum vor, während und nach der Vertreibung der Bevölkerung Khartums, zu der es im Rahmen des Kriegs kam, der am 15. April 2023 im Sudan begann. Die Protagonisten sind fünf Menschen, die durch diesen Krieg aus Khartum vertrieben wurden: ein Verwaltungsangestellter, eine Straßenverkäuferin mit einem Teestand, ein Freiwilliger des Widerstandskomitees und zwei Straßenjungen.

## Hintergrund
Im Oktober 2021 kam es im Sudan zu einem Militärputsch, welcher der seit 30 Jahren im Sudan bestehenden Demokratie ein Ende setzte. Am 15. April 2023 begann im Sudan ein Krieg zwischen zwei militärischen Fraktionen, der regulären Armee (SAF) und den  paramilitärischen „Schnellen Unterstützungskräften“ (RSF). Er entwickelte sich rasch zu einem Häuserkampf in der Hauptstadt Khartum. Auch in anderen Landesteilen herrscht anhaltendes Chaos. Die UN sprechen von Kriegsverbrechen beider Seiten. Niemand weiß, wie viele Todesopfer es bisher gegeben hat. Die Kämpfe wurden vor allem in der Hauptstadt Khartum und in der Region Darfur im Westen des Landes ausgetragen. Der Staat kollabierte und Khartum wurde weitgehend zerstört und entvölkert. So gut wie die gesamte Mittelschicht und Elite flüchteten aus der Stadt. Viele Menschen verließen das Land ganz.

## Produktion

### Filmstab
Regie führten Anas Saeed, Rawia Alhag, Ibrahim Snoopy, Timeea M. Ahmed und Phil Cox. Das Drehbuch stammt von Phil Cox. Die Musik komponierte James Preston. Daneben sind bekannte sudanesische Lieder, Sprechchöre und Hymnen zu hören. Für den Filmschnitt war Yusef Jubeh und für die Animation Philip K Good verantwortlich. In wichtigen Rollen sind Khadmallah (Teeverkäuferin), Majdi (Widerstandsaktivist), Jawad (Verwaltungsangestellter), Lokain (Straßenjunge) und Wilson (Straßenjunge) zu sehen.

### Produktion und Förderungen
Produziert wurde der Film von Giovanna Stopponi und Talal Afifi. Die Produktionsfirmen waren die Sudan Film Factory und Native Voice Films, London. Koproduzent war Frank Albers von Light Echo Pictures, Berlin.

### Dreharbeiten und Veröffentlichung
Die Dreharbeiten für den Film begannen 2022 als Dokumentation der Proteste für Demokratie nach dem Militärputsch im Oktober 2021. Mit Ausbruch des Kriegs am 15. April 2023 flüchteten die Filmemacher und die Protagonisten aus Khartum. Im Exil in Nairobi und Kairo setzten sie die Arbeit am Film fort, dessen Fokus nun die Ereignisse rund um diesen Krieg und die Flucht wurde. Er besteht zum Teil aus Material, das noch vor der Flucht gedreht worden war, und zum Teil aus später gedrehten Greenscreen-Sequenzen, die von den Protagonisten inhaltlich vorgegeben wurden. Die Reisen im Exil in Kenia und Ägypten wurden live gefilmt. Jeder der vier Erzählstränge wurden von einem anderen der Filmmacher festgehalten: die Erlebnisse der beiden Straßenjungen von Rawia Alhag, die Geschichte des Widerstandsaktivisten von Timeea Mohamed Ahmed, die Teeverkäuferin wurde von Anas Saeed begleitet und der Verwaltungsangestellte von Brahim Snoopy.
Der Film feierte im Januar 2025 seine Weltpremiere auf dem Sundance Film Festival 2025 in der Sektion World Documentary Competition. Im Februar 2025 wurde er auf der Berlinale in der Sektion Berlinale Panorama Dokumente erstmals in Europa gezeigt.

## Rezeption
Fionnuala Halligan schrieb in ScreenDaily, dass Khartoum tief in die Erfahrungen seiner Protagonisten eintaucht. Der Film sei eine thematische Fortsetzung des Dokumentarfilms Sudan, Remember Us von 2024 (Regie Hind Meddeb). Halligan stellte fest, dass die sudanesische Politik notorisch komplex sei und von externen Akteuren beeinflusst würde. Die Darstellung in Khartoum vereinfache den Prozess, bei dem zwei Generäle einen Krieg führten und die Bevölkerung sterbe.
Murtada Elfadl hob in Variety hervor, dass der Film die Diversität der Stadtbevölkerung Khartums vor dem Krieg erlebbar mache: „Die Kamera verweilt in Großaufnahme auf Gesichtern unterschiedlichen Alters, unterschiedlicher Herkunft und ethnischer Zugehörigkeit und zeigt die Harmonie des Zusammenlebens.“ Er lobt: „Es sind einfühlsame Kameraeinstellungen, die die Vertrautheit und Liebe der Filmemacher zu dieser Stadt zeigen. Jedes Bild ist von dieser Liebe durchdrungen.“ Der Film sei so „unfertig“ wie sein Kollektiv von Filmemachern. Seine Stärke läge in seiner Authentizität und seinem Einfallsreichtum. Elfadi hält fest: „Diese Filmemacher haben sich zusammengetan und Wege gefunden, ihre Geschichten zu Ende zu erzählen. Es ist ein Film, der mit der Form selbst spielt und nie vorgibt, eine echte Dokumentation der Ereignisse zu sein.“
Dwight Brown lobte im Houston Style Magazine die Raffinesse der Filmemacher. Die Gegenüberstellung von altem und neuem Bildmaterial sei ein untypisches Dokumentarfilmformat. Brown urteilte: „Eine einzigartige Wahl, die den traditionellen Dokumentarfilmen um Lichtjahre voraus zu sein scheint.“ Die Dialoge der Geflüchteten seien „unheimlich scharfsinnig, tiefgründig, poetisch und bewegend“.
Marya Gates fasst auf rogerebert.com zusammen: „’Khartoum’ ist keine Elegie oder Trauermusik für den Sudan. Es ist eine liebevolle Feier ihrer Heimat, unterlegt mit den lebendigen Beats sudanesischer Musiker. Wie die Pop-Balladen des großen Sängers und Liedermachers Mohammed Wardi oder die futuristische, von Synthesizern inspirierte Tanzmusik von Jantra. Diese Musik verleiht dem ganzen Film ein pulsierendes Gefühl des Optimismus und macht deutlich, dass der Sudan wieder auferstehen wird.“

## Auszeichnungen
Internationale Filmfestspiele Berlin 2025
- Friedensfilmpreis
- 3. Platz beim Panorama Publikumspreis in der Kategorie Dokumentarfilm
- Lobende Erwähnung beim Amnesty International Filmpreis

Internationales Film Festival und Forum für Menschenrechte, Genf
- FIFDH Gilda Vieira de Mello-Preis[10]